# Železnogorsk (Kurska oblast, Rusija)
Železnogorsk (ruski: Железного́рск) je grad u Rusiji, u Kurskoj oblasti. Prema popisu iz 2008. godine, grad je imao 97.436 stanovnika.
Rajonsko je upravno središte.

## Položaj
Železnogorsk se nalazi na 52°20' sjeverne zemljopisne širine i 35°22' istočne zemljopisne dužine, južno od međe s Orelskom oblašću, na sjeveroistočnoj obali jezerceta i s obiju strana rječice, koja je pritokom rijeke Černje.
Smješten je na zapadnem kraju Srednjeruske uzvisine, udaljen 130 km od Kurska, upravnog sjedišta Kurske oblasti, čiji je drugi po veličini grad.

## Povijest
Železnogorsk je utemeljen 1957. godine, pokraj željezničke postaje Mihajlovski Rudnik. Gradom postaje 1962. godine. Ima status "oblasne podčinjenosti" (город областного подчинения).

## Gospodarstvo i promet
Obližnji rudnici željeza su razlogom postojanja Železnogorska. Južno od grada prolazi cestovna prometnica E381-A142. Železnogorsk ima Moskovsko vrijeme (UTC +3).

## Vanjske poveznice
- Službena stranica  Arhivirana inačica izvorne stranice od 13. listopada 2008. (Wayback Machine)

### Ostali projekti
|  | Zajednički poslužitelj ima još gradiva o temi Železnogorsk |